# Visconde de Castelões
O Viscondado de Castelões foi criado em 7 de maio de 1851 pela rainha D. Maria II, sendo o seu primeiro detentor Flórido Rodrigues Pereira Ferraz (1790–1862), deputado, Par do Reino e maçom. O título foi concedido em duas vidas e renovado em 27 de fevereiro de 1905 por D. Carlos em favor de Álvaro de Castro Araújo Pereira Ferraz, 3.º Visconde de Castelões, popularmente conhecido na freguesia de Castelões (Vila Nova de Famalicão) apenas como "Visconde".
O 1.º visconde não deixou descendência, tendo herdado o título o seu sobrinho (filho do seu irmão primogénito), António Cardoso Pereira Ferraz (1808–1883). Sucedeu-lhe o seu filho e último visconde, Álvaro de Castro Araújo Pereira Ferraz.
| # | Visconde de Castelões                                                                           | Retrato |
| - | ----------------------------------------------------------------------------------------------- | ------- |

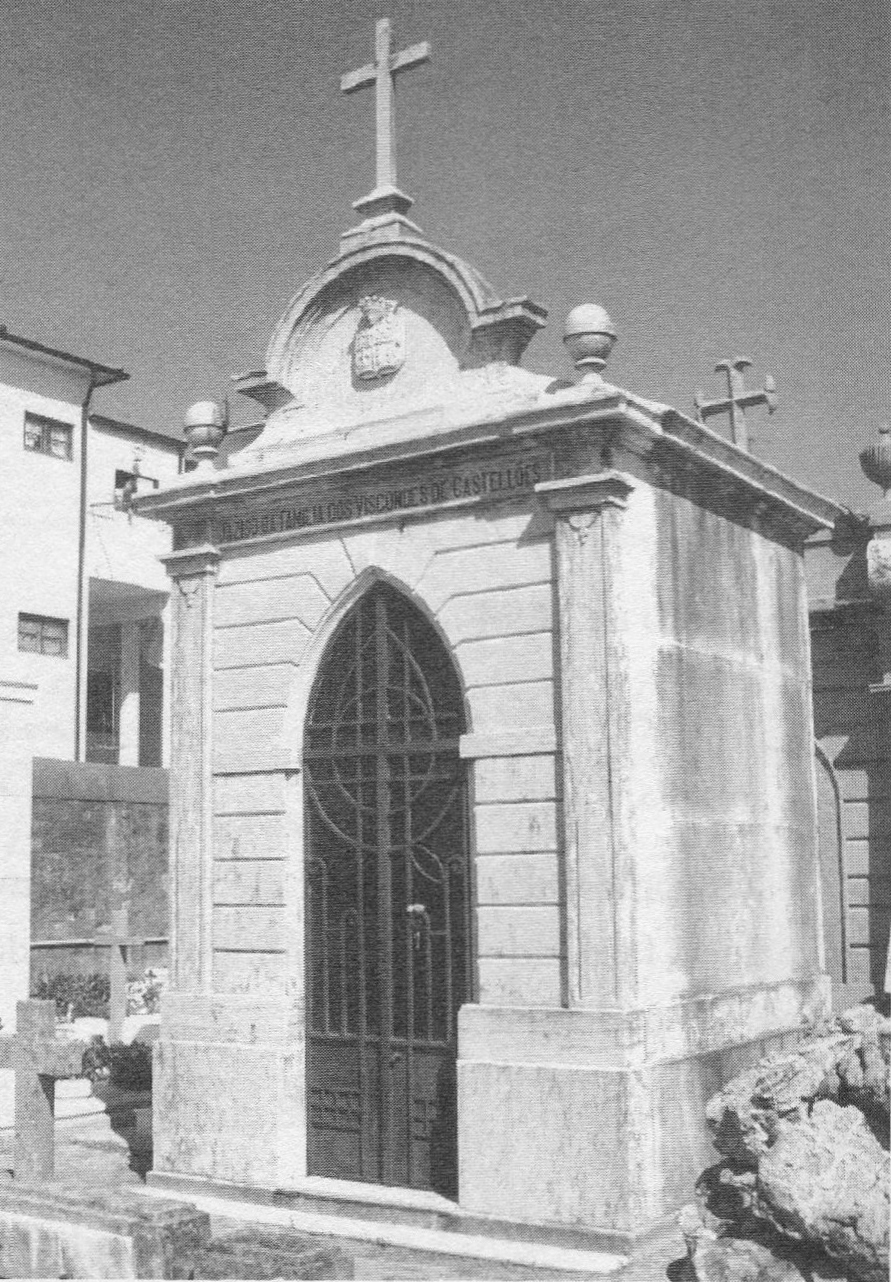
Jazigo da Família dos Viscondes de Castelões, no Cemitério da Lapa, no Porto.

| 1 | Flórido Rodrigues Pereira Ferraz (Porto, 13 de janeiro de 1790 – Porto, 17 de dezembro de 1862) |         |
| 2 | António Cardoso Pereira Ferraz (Porto, 7 de outubro de 1808 – Porto, 1 de setembro de 1883)     |         |
| 3 | Álvaro de Castro Araújo Pereira Ferraz (Porto, 1 de abril de 1859 – Porto, 9 de julho de 1953)  |         |